# Max Fritsch (Politiker, 1881)
Max Fritsch (* 16. Januar 1881 in Wolledorf bei Hohenstadt, Markgrafschaft Mähren, Österreich-Ungarn; † 30. Oktober 1951 in Nördlingen) war ein tschechoslowakischer Politiker (Sudetendeutsche Partei) deutscher Nationalität. Er war von 1935 bis 1938 Mitglied des Senats der Tschechoslowakischen Republik.

## Leben und Werk
Nach dem Besuch der Volksschule ging er auf die Landwirtschaftsschule in Zauchtel. Im Anschluss übernahm er das elterliche landwirtschaftliche Anwesen in diesem Ort.
Er wurde zunächst Mitglied der Deutschen Nationalpartei und nach deren Auflösung 1933 Mitglied der Sudetendeutschen Heimatfront, die sich 1935 in Sudetendeutsche Partei umbenannte. Er zog 1935 für die SdP in den Senat der Tschechoslowakei ein. Nach der deutschen Besetzung des Sudetenlandes infolge des Münchner Abkommens erlosch sein Mandat am 30. Oktober 1938. 
Nach dem Zweiten Weltkrieg ließ er sich in der Bundesrepublik Deutschland nieder, wo er 1951 starb.